# Mälareparken
Ej att förväxla med Mälarparken i Västerås.

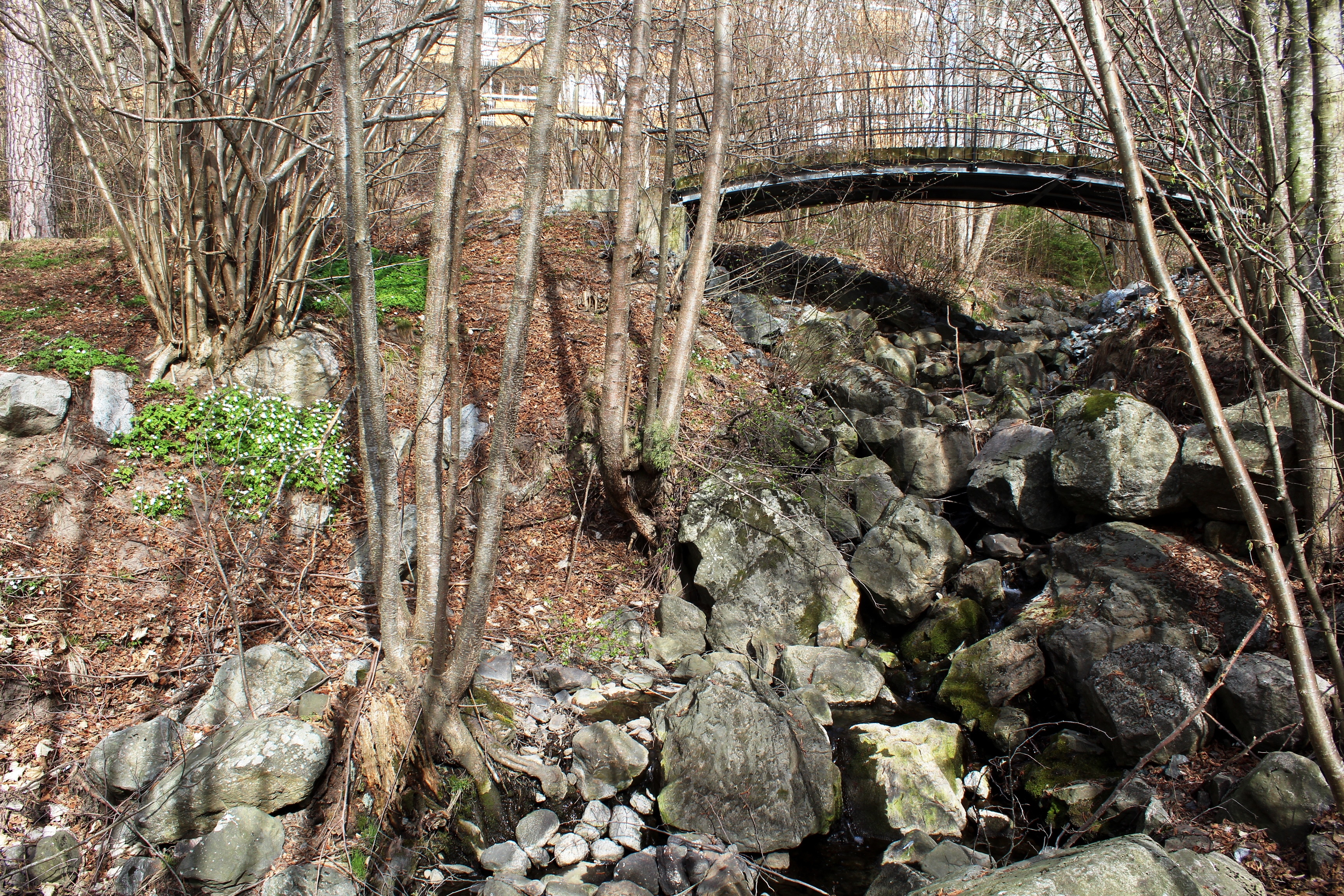
Bäck med bro i parkens norra del

Mälareparken är en park i Södertälje.
Mälareparken är belägen invid Mälaren på den östra sidan om Södertälje kanal. På kanalens andra sida ligger Snäckviken, med Astra Zenecas anläggningar.
I Mälareparken finns en bangolfbana som drivs av Södertälje Bangolfklubb. Parken har även varit utgångspunkt för ett antal evenemang, såsom drakbåtsrodd och orienteringstävlingar.
Under sommaren håller Friskis&Svettis Södertälje i gratis träning i parken.
Samhällsbyggnadskontoret i Södertälje kommun har utrett möjligheten att även bygga bostäder i Mälareparken.